# How I'm Feeling Now
How I'm Feeling Now (estilizado en minúsculas) es el cuarto álbum de estudio de la cantante británica Charli XCX. Se lanzó el 15 de mayo de 2020 a través de Atlantic Records. El álbum es un proceso de colaboración "hágalo usted mismo" que involucra a sus seguidores en el proceso de grabación. La grabación y el título se inspiraron en la pandemia de coronavirus 2019-20.

## Antecedentes
El 13 de septiembre de 2019, Charli XCX lanzó su tercer álbum de estudio Charli. Para celebrar el primer aniversario de Charli, anunció que el álbum no recibiría una edición especial y que ya comenzó a trabajar en un nuevo proyecto. Poco después, el 24 de noviembre de 2019, anunció en Twitter que planeaba grabar dos nuevos álbumes en 2020, con planes de lanzar ambos para 2021. El 18 de marzo de 2020, en respuesta a la pandemia de coronavirus, comenzó una auto-aislamiento de la serie transmisión en vivo con artistas como Diplo, Clairo y Rita Ora.
El 6 de abril de 2020, anunció a través de una llamada pública de Zoom con los fanáticos que estaría trabajando en un nuevo álbum en autoaislamiento, con el título tentativo How I'm Feeling Now. En la llamada, declaró: "La naturaleza de este álbum va a ser muy indicativa de los tiempos, porque solo voy a poder usar las herramientas que tengo a mi alcance". Todo el proyecto será una colaboración entre ella y sus seguidores, utilizando futuras llamadas de Zoom para compartir demostraciones y conversaciones de texto con los productores, además de pedir a sus seguidores comentarios sobre lanzamientos individuales, ideas de canciones y obras de arte. Anunció que AG Cook y BJ Burton servirían como productores ejecutivos para el álbum.
Durante el anuncio de Zoom, estableció una fecha de lanzamiento para el 15 de mayo de 2020. El 7 de abril del mismo año, compartió fragmentos de una canción llamada «Forever» en las redes sociales.

## Composición
Fue considerado un álbum pop electrónico, How I'm Feeling Now es una continuación del sonido característico en el que Charli XCX se ha especializado desde el lanzamiento en 2016 de su EP Vroom Vroom, en el que se influenció por la música pop futurista de Sophie y otros músicos relacionados con la discográfica PC Music, un estilo que ha sido denominado hyper-pop. Kitty Empire deThe Guardian describió la música del álbum como «acrílico con influencias pop». Jem Aswad de Variety caracteriza la producción como «una malla que cambia de forma de brillantes sintetizadores, bajo, golpes duros y sonidos mecánicos». Aunque se caracteriza por ser un álbum formal, los críticos han notado que How I'm Feeling Now tiene un estilo más cercano a sus mixtapes de 2017 Number 1 Angel y Pop 2, ya que es más suelto y más experimental que su álbum homónimo. Al escribir para Paste, sintió: «Aunque se pierden el arte sonoro de glitchy, Charli revive hábilmente las técnicas de eurotrance de los 90 que demostraron ser formativas para su desarrollo musical.

## Recepción crítica
How I'm Feeling Nowecibió recibió la aclamación generalizada de los críticos de música. En Metacritic, página web donde se le asigna una calificación normalizada de 100 a las revisiones de publicaciones convencionales, el álbum fue aclamado universalmente con un promedio de 82, basado en 14 críticas.
Neil McCormick dio al álbum una calificación perfecta de 5 estrellas en su reseña de The Daily Telegraph, opinando que «tiene un carácter directo», mientras que en The Fader, Salvatore Maicki lo llamó «indiscutiblemente cohesivo y honesto». Hannah Mylrea de NME lo llamó una «colección gloriosa y experimental». Del mismo modo, Megan Warrender de Clash alabó su «sonido futurista e impredecible y su inclinación por un irresistible pop hook».

## Promoción
El 7 de abril de 2020, compartió fragmentos del sencillo principal «Forever» en las redes sociales. El 9 de abril de 2020, anunció que se lanzaría ese mismo día a las 11:30 p. m. PST y se estrenará en la BBC Radio 1 con el podcast Annie Mac. La portada oficial fue realizada por el artista estadounidense Seth Bogart.
El 11 de abril de 2020, anunció que había elegido que el próximo sencillo, se titularía «Claws» o «I Like». El 14 del mismo mes, anunció que se había decidido por «Claws» como título de la canción. El tema se estrenó el 23 de abril de 2020 por Atlantic como el segundo sencillo del álbum.
El 7 de mayo de 2020, se lanzó el tercer sencillo del material «I Finally Understand» cuya pista se lanzó sin un vídeo musical oficial, la cantante comentó que estaba trabajando en ello hasta que llegó el confinamiento por coronavirus.

## Lista de canciones
| N.º | Título                 | Escritor(es)                                                        | Productor(s)           | Duración |  |
| 1.  | «Pink Diamond»         | Charlotte Aitchison, Dijon Duenas y Alexander Guy Cook              | Dijon y A. G. Cook     | 2:04     |  |
| 2.  | «Forever»              | Aitchison, Cook y BJ Burton                                         | A. G. Cook y BJ Burton | 4:03     |  |
| 3.  | «Claws»                | Aitchison, BJ Burton y Dylan Brady                                  | Dylan Brady            | 2:29     |  |
| 4.  | «7 Years»              | Aitchison, Cook y Burton                                            | Cook                   | 3:15     |  |
| 5.  | «Detonate»             | Aitchison y Cook                                                    | Cook                   | 3:39     |  |
| 6.  | «Enemy»                | Aitchison, Burton, Eli Teplin y James Stack                         | Burton                 | 3:43     |  |
| 7.  | «I Finally Understand» | Aitchison y Benjamin Keating                                        | Palmistry              | 2:31     |  |
| 8.  | «C2.0»                 | Aitchison, Cook, Brady, Jaan Rothenberg, Theron Thomas y Tommy Cash | Cook                   | 3:40     |  |
| 9.  | «Party 4 U»            | Aitchison y Cook                                                    | Cook                   | 4:56     |  |
| 10. | «Anthems»              | Aitchison, Danny L Harle y Brady                                    | Harle y Brady          | 2:51     |  |
| 11. | «Visions»              | Aitchison, Cook y Burton                                            | Cook y Burton          | 3:49     |  |

## Créditos y personal
Créditos adaptados de Tidal.
- Charli XCX — voz (todas las canciones), grabación (todas las canciones), ingeniería (canción 1)
- A. G. Cook — producción (canción 1, 2, 4, 8, 9, 11), producción adicional(canción 7), producción vocal(canción 2, 7), programación de batería(canción 2, 7), programación (canción 2), sintetizadores (canción 2, 7), xilófono (canción 2), bajo (canción 7), batería (canción 7)
- DIJON — producción (canción 1)
- Niko Battistini — asistente de ingeniería de mezcla(canción 1-4)
- Geoff Swan — mezcla (canción 1-4, 7)
- BJ Burton — producción (canción 2, 4, 6, 11),  producción vocal (canción 1-3)
- Stuart Hawkes — masterización (canción 2, 3, 7)
- Dylan Brady — producción (canción 3, 10), producción vocal (canción 3), sintetizadores (canción 3), bajo (canción 3), batería (canción 3), programación de batería (canción 3)
- Palmistry — producción vocal (canción 7), coros (canción 7), sintetizadores (canción 7), batería (canción 7), programación de batería (canción 7), bajo (canción 7)
- Danny L Harle — producción (canción 10)

## Posicionamiento en listas
| Listas (2020)                     | Mejor posición |
| --------------------------------- | -------------- |
| Bélgica (Ultratop) Flanders       | 106            |
| Escocia (OCC)                     | 48             |
| Irlanda (IRMA)                    | 27             |
| Japón Download Albums (Billboard) | 82             |
| Reino Unido (OCC)                 | 33             |